# Zádub-Závišín
Zádub-Závišín (in tedesco Hohendorf-Abaschin) è un comune della Repubblica Ceca facente parte del distretto di Cheb, nella regione di Karlovy Vary.

## Geografia fisica
I comuni limitrofi sono Úšovice, Mariánské Lázně e Horgassing ad ovest, Rájov e Číhaná a nord, Služetín e Horní Kramolí ad est e Vlkovice, Stanoviště, Ovesné Kladruby, Martinov, Chotěnov, Vysočany, Holubín, Dolní Kramolín, Pístov e Výškovice a sud.

## Storia
La prima menzione scritta del paese risale al 1273.

## Geografia antropica

### Frazioni
- Milhostov
- Zádub
- Závišín